# Narzeczony z tamtego świata
Narzeczony z tamtego świata (tyt. oryg. Жених с того света) – radziecki film fabularny z 1958 roku, w reżyserii Leonida Gajdaja.

## Fabuła
Pietuchow po trzydniowej nieobecności powraca do domu i dowiaduje się, że z urzędowego punktu widzenia, nie żyje. Ciało złodzieja, który ukradł mu portfel z dowodem, i uległ śmiertelnemu wypadkowi, omyłkowo zidentyfikowano jako ciało Pietuchowa. Pietuchow rozpoczyna batalię o dokument, w którym by stwierdzono, że żyje. Trafia do szpitala psychiatrycznego, ale tam udaje mu się tylko wybłagać dokument o byciu żywym 'na okaziciela', gdyż z braku dowodu nikt nie chce podpisać, iż jest on Pietuchowem. Planuje uzyskać od swoich współpracowników oświadczenie, że jest Pietuchowem, i powrócić do świata żywych. 
Jedyny w dorobku Gajdaja film długometrażowy, który po ingerencjach cenzury zredukowano do rozmiarów krótkometrażowego. Osobiste interwencje ówczesnego ministra kultury ZSRR, Nikołaja Michajłowa wynikały z tego, że obiektem krytyki w filmie stali się biurokraci.

## Obsada
- Rostisław Platt jako Siemion Daniłowicz Pietuchow
- Gieorgij Wicyn jako Fikusow
- Wiera Ałtajska jako Nina Pawłowna
- Anastasija Zujewa jako Anna Michajłowna
- Zoja Fiodorowa jako lekarka
- Kłara Rumianowa jako pielęgniarka Kławoczka
- Władimir Władisławski jako psychiatra
- Rimma Szorochowa jako Matwiejewa